# Translocatie

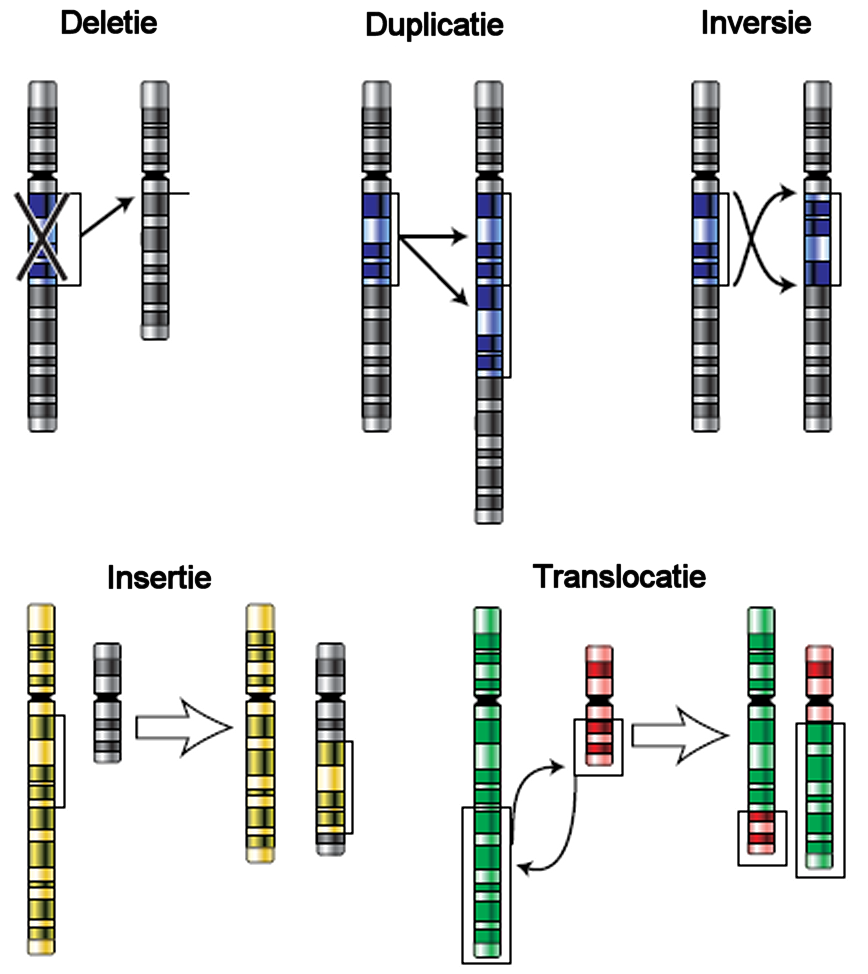
Verschillende soorten mutaties: deletie, duplicatie, inversie, insertie, translocatie

Translocatie (letterlijk: 'verplaatsing') is in de genetica een vorm van mutatie van erfelijk materiaal. Bij translocatie wordt een DNA-segment van het ene chromosoom naar een ander (niet homoloog) chromosoom verplaatst.

## Gebalanceerde translocatie
Bij een gebalanceerde translocatie gaat er geen erfelijk materiaal verloren. Er zijn twee manieren waarop een gebalanceerde translocatie ontstaat.
Bij reciproque translocatie (meest voorkomend) wisselen beide chromosomen fragmenten uit.
Bij een Robertsoniaanse translocatie versmelten de twee lange (q) armen van twee verschillende acrocentrische chromosomen. 
De twee korte (p) armen van deze chromosomen gaan meestal verloren. Dit levert echter geen problemen op omdat deze geen relevant genetische materiaal bevatten. Chromosoom
13, 14, 15, 21 en 22 zijn acrocentrische chromosomen. Dit zijn chromosomen waarbij de centromeer zich dicht bij het einde van het chromosoom bevindt.

## Ongebalanceerde translocatie
Bij een ongebalanceerde translocatie ontbreekt er een stukje uit een chromosoom (deletie), en in een ander chromosoom kan er een stukje te veel zijn (partiële trisomie). Hierbij is er dus wel sprake van verlies of een teveel aan erfelijk materiaal. 
Een gebalanceerde translocatie geeft doorgaans geen problemen bij de persoon zelf. Wel kunnen deze personen de gebalanceerde translocatie, ongebalanceerd doorgeven aan hun kinderen. Dit kan leiden tot bepaalde syndromen of een miskraam.